# Паулина Манов
Паулина Манов (Београд, 20. јун 1975) српска је глумица.

## Биографија
Паулина је глуму дипломирала 1999. године на Факултету драмских уметности у Београду, у класи професора Миленка Маричића.
Завршила је средњу музичку школу, свирала обоу.
Стална је чланица ансамбла Београдског драмског позоришта. Хонорарна је сарадница у Народном позоришту и Атељеу 212.

## Приватни живот
Пореклом је из Димитровграда, од оца Васила Манова и мајке Винкице Митић. Удата је за драматурга Владимира Ђурђевића и имају двоје деце — ћерку Мину и сина Растка. Пати од дислексије.

## Филмографија
| Год.         | Назив                  | Улога                                            | Напомена                |
| ------------ | ---------------------- | ------------------------------------------------ | ----------------------- |
| 1990-е       |                        |                                                  |                         |
| 1998.        | Кир Јања               | Катица                                           |                         |
| 1998.        | Никољдан 1901. године  | Ангелина Опалић                                  |                         |
| 2000-е       |                        |                                                  |                         |
| 2001.        | Апсолутних сто         | Сања                                             |                         |
| 2001.        | Бумеранг               | Олга                                             |                         |
| 2002.        | Глад                   |                                                  |                         |
| 2002.        | Силвија                | Силвија                                          |                         |
| 2004.        | Лифт                   | Гагијева девојка Јеца                            | ТВ серија, главна улога |
| 2004.        | Мајмунољупци           | Кети                                             | ТВ серија               |
| 2006.        | Затамњење              | шминкерка                                        |                         |
| 2007.        | Кафаница близу СИС-а   | Жаклина                                          | ТВ серија, 20 еп.       |
| 2008.        | Звер на месецу         | Сета Томасијан                                   |                         |
| 2010-е       |                        |                                                  |                         |
| 2010.        | Куку, Васа             |                                                  | ТВ серија, 1 еп.        |
| 2011.        | Само вечерас           | Различити ликови / Мама Гозбиц / Милка ГПС / ... | ТВ серија, 4 еп.        |
| 2011—2012.   | Цват липе на Балкану   | Смиљка Костић                                    | ТВ серија, 6 еп.        |
| 2015.        | Небо изнад нас         | Снежана                                          |                         |
| 2016.        | Чорба од канаринца     | Јелена                                           |                         |
| 2018.        | Комшије                | Викторија Стенвеј                                | ТВ серија, 6 еп.        |
| 2018.        | Јутро ће променити све | Милена                                           | ТВ серија, 1 еп.        |
| 2019.        | Пет                    | Вукова мајка                                     | ТВ серија, 2 еп.        |
| 2019.        | Синђелићи              | Емилија                                          | ТВ серија, 31 еп.       |
| 2019.        | Нек иде живот          | Силвана                                          | ТВ серија, главна улога |
| 2019.        | Ајвар                  | Ирена                                            |                         |
| 2020-е       |                        |                                                  |                         |
| 2020—У току. | Камионџије д. о. о.    | Дара                                             | ТВ серија, главна улога |
| 2021.        | Тома                   | Љиљана                                           |                         |
| 2022.        | Зборница               | Анђелина Савић                                   | ТВ серија, главна улога |
| 2022.        | Тома                   | Љиљана                                           | ТВ серија               |
| 2022.        | Чудотворац Тумански    | Јелена                                           | кратки филм             |
| 2023.        | Ургентни центар        | Елена Мештеровић                                 | ТВ серија, 4 еп.        |
| 2023—У току. | Калкански кругови      | Магдалена                                        | ТВ серија, 19 еп.       |
| 2024.        | Тома                   | Љиљана                                           | ТВ серија, 2 еп.        |
| 2024.        | Дрим тим               | Деса                                             | ТВ серија, 14 еп.       |
| 2024.        | Руски конзул           | Милица Божовић                                   |                         |

## Награде
| Година | Награда                                        | Улога          | Остварење      | Изв.  |
| ------ | ---------------------------------------------- | -------------- | -------------- | ----- |
| 2002.  | Награда Царица Теодора                         | Сања           | Апсолутних сто | [ 6 ] |
| 2002.  | Награда Царица Теодора                         | Олга           | Бумеранг       | [ 6 ] |
| 2024.  | Награда Царица Теодора                         | Милица Божовић | Руски конзул   | [ 7 ] |
| 2024.  | Златна антена за женску најбољу епизодну улогу | Љиљана         | Тома           | [ 8 ] |